# Jota Sport
Jota Sport est une écurie de sport automobile britannique fondée en 2000 par Simon Dolan.

## Historique

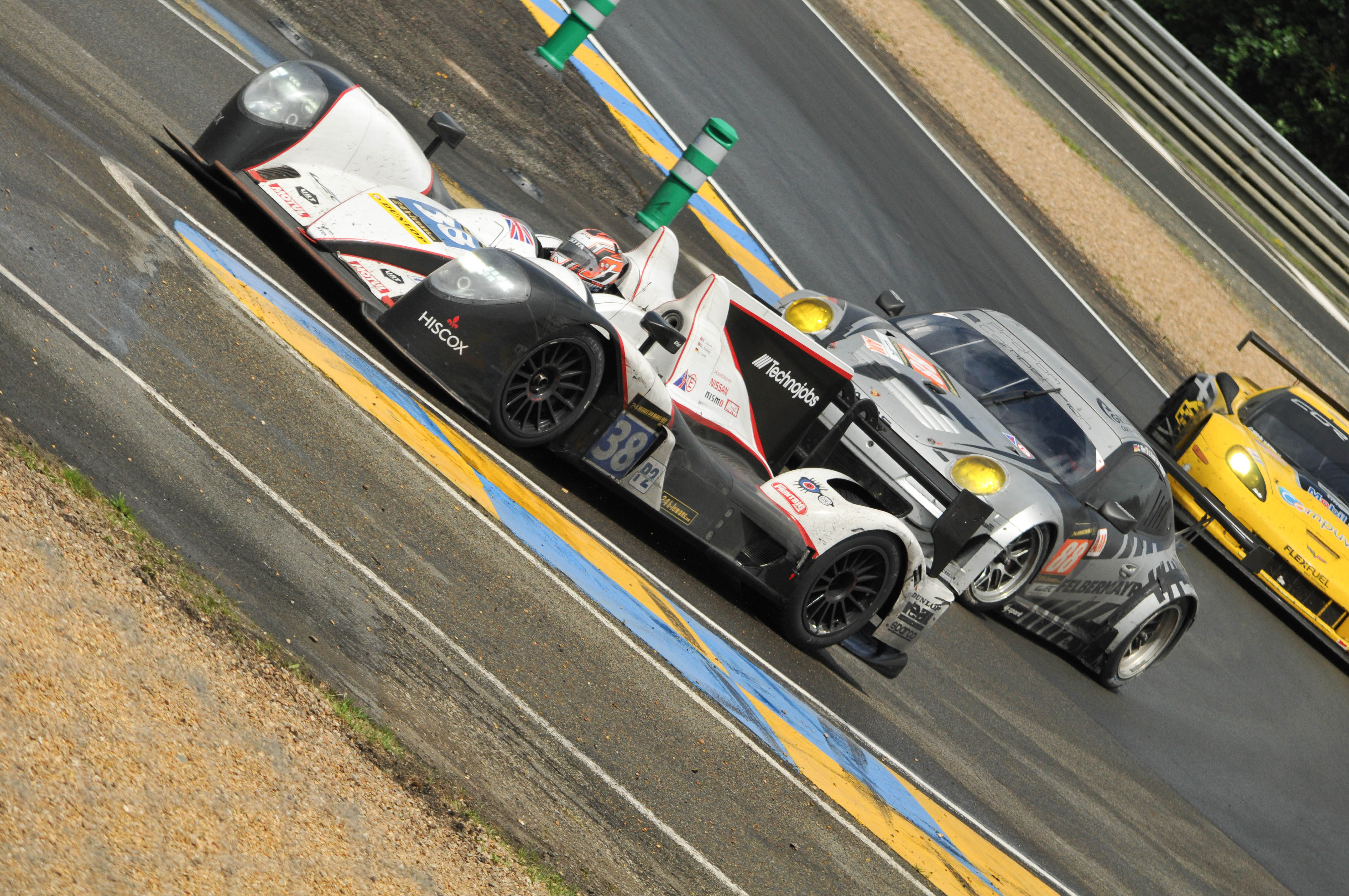
La Zytek Z11SN lors des 24 Heures du Mans 2013.

En 2007, Simon Dolan reprend Jota Sport, une filiale de la société aéronautique Jota Aviation (dans laquelle il était investisseur), spécialisée dans le sport automobile. Jota Sport devient rapidement partenaire du constructeur de monoplaces Zytek et également partenaire officiel d'Aston Martin en 2010 (roulant avec des Vantage GT4 en 2010, puis des Vantage GTE en 2011), ainsi que de Mazda Grande-Bretagne. 
Dolan devient lui-même pilote automobile par la même occasion, et remporte les 24 heures de Spa 2010 en catégorie GT4. En 2011, Dolan et Jota Sport participent pour la première fois aux 24 Heures du Mans sur Aston Martin V8 Vantage GTE. Ils reviennent les deux années suivantes en LMP2 avec la Zytek Z11SN. Dolan acquiert rapidement et efficacement une expérience qui le sort très vite de la catégorie des « gentlemen drivers », tournant à quelques secondes seulement du pilote d'essai de McLaren, Oliver Turvey et de son équipier Lucas Luhr (vainqueur des 24 Heures du Mans en catégorie GT, en 2000, 2002 et 2003) lors des 24 Heures du Mans 2013. Des compétences qui se traduisent notamment par une victoire lors des 3 Heures de Silverstone 2013. La consécration de l'écurie survient aux 24 Heures du Mans 2014 lorsque cette dernière remporte la catégorie LMP2, avec Simon Dolan, Oliver Turvey et Harry Tincknell, auréolés d'une 5e place au classement général.
En 2016, Jota Sport est engagé en championnat du monde d'endurance FIA avec une Oreca 05 et en European le Mans Series avec une Gibson 015S sous la bannière du G-Drive Racing, pour qui elle assure la gestion technique.
En 2017, Jota est une nouvelle fois présent en championnat du monde d'endurance FIA, mais avec la nouvelle Oreca 07 à nouveau dans le cadre d'une supervision technique: cette fois, celle de l'écurie DC Racing, la structure du pilote sino-américain David Cheng (qui avait précédemment collaboré avec Signatech Alpine),,.

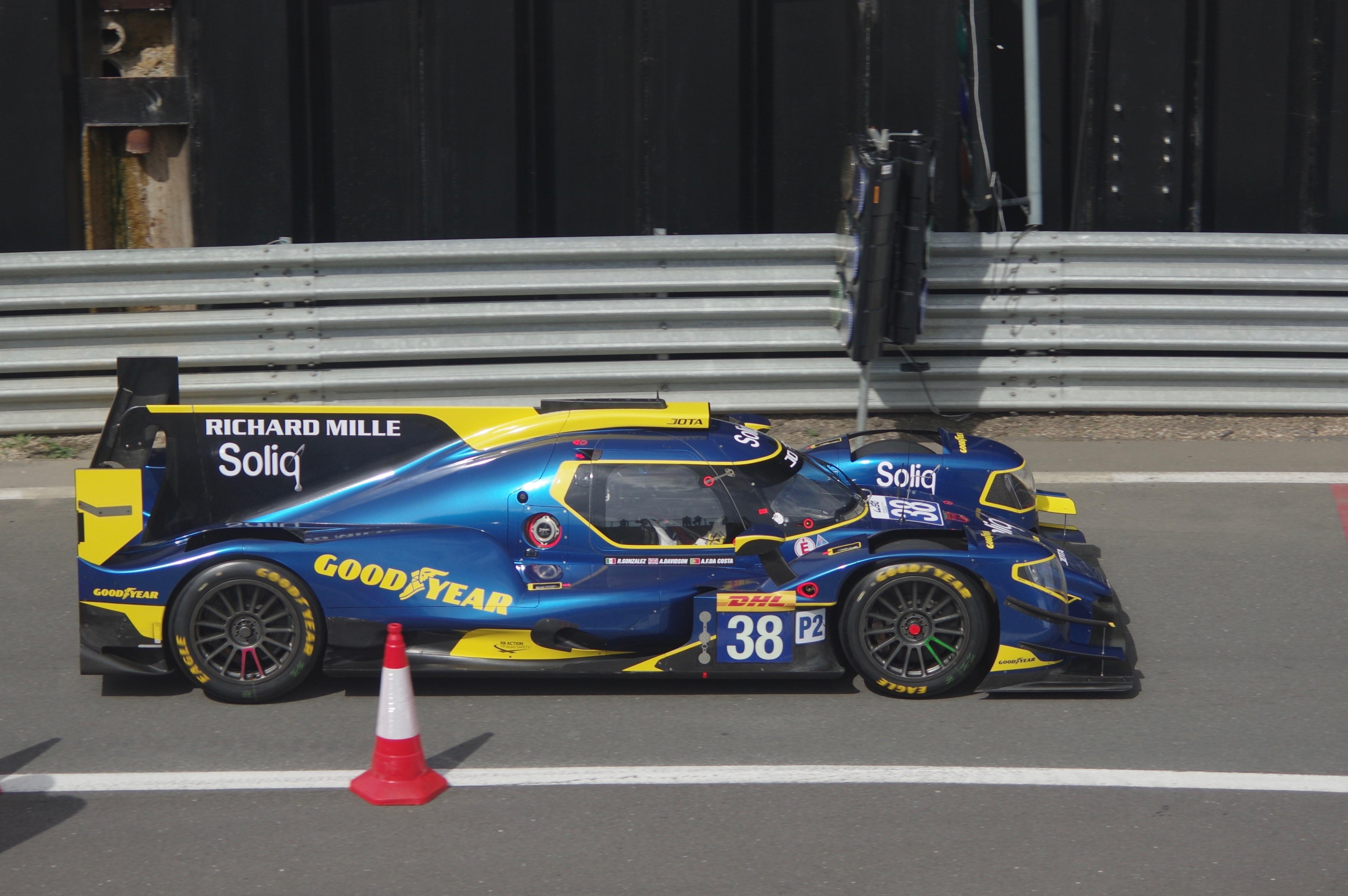
L'Oreca 07 n°38 de l'écurie Jota Sport aux 4 Heures de Silverstone

Pour la seconde moitié de l'année 2019, et pour la nouvelle saison du Championnat du monde d'endurance FIA, l'écurie DC Racing a décidé de réduire la voilure et de n'inscrire qu'une seule voiture en championnat, toujours avec le soutien technique de Jota Sport. L'écurie engage alors une voiture sous son propre nom dans le Championnat du monde d'endurance FIA. Pastor Maldonado devait originellement faire partie de l'aventure mais à quelques jours du début de la saison, il renonça à son programme. António Félix da Costa fait finalement partie de l'équipage de la n°38 avec Anthony Davidson. La première manche du championnat est assez anonyme et est bouclée dans le même tour que le vainqueur, à la 5e place de la catégorie. Pour la seconde manche du championnat, après une belle course, la n°38 fini sur la 2e marche du podium. La voiture a été disqualifiée de la course à l’issue des vérifications techniques d’après-course. Le commutateur de point mort n’a pas pu être déconnecté de la transmission. Après la déception rencontrée aux 6 Heures de Fuji, l'équipage remporta les 4 Heures de Shanghai en dominant l'épreuve en ayant mené la catégorie LMP2 depuis la fin de la première heure. En mars 2022, Jackie Chan DC Racing annonce officiellement son retour en IMSA.

## Résultats

### 24 Heures du Mans

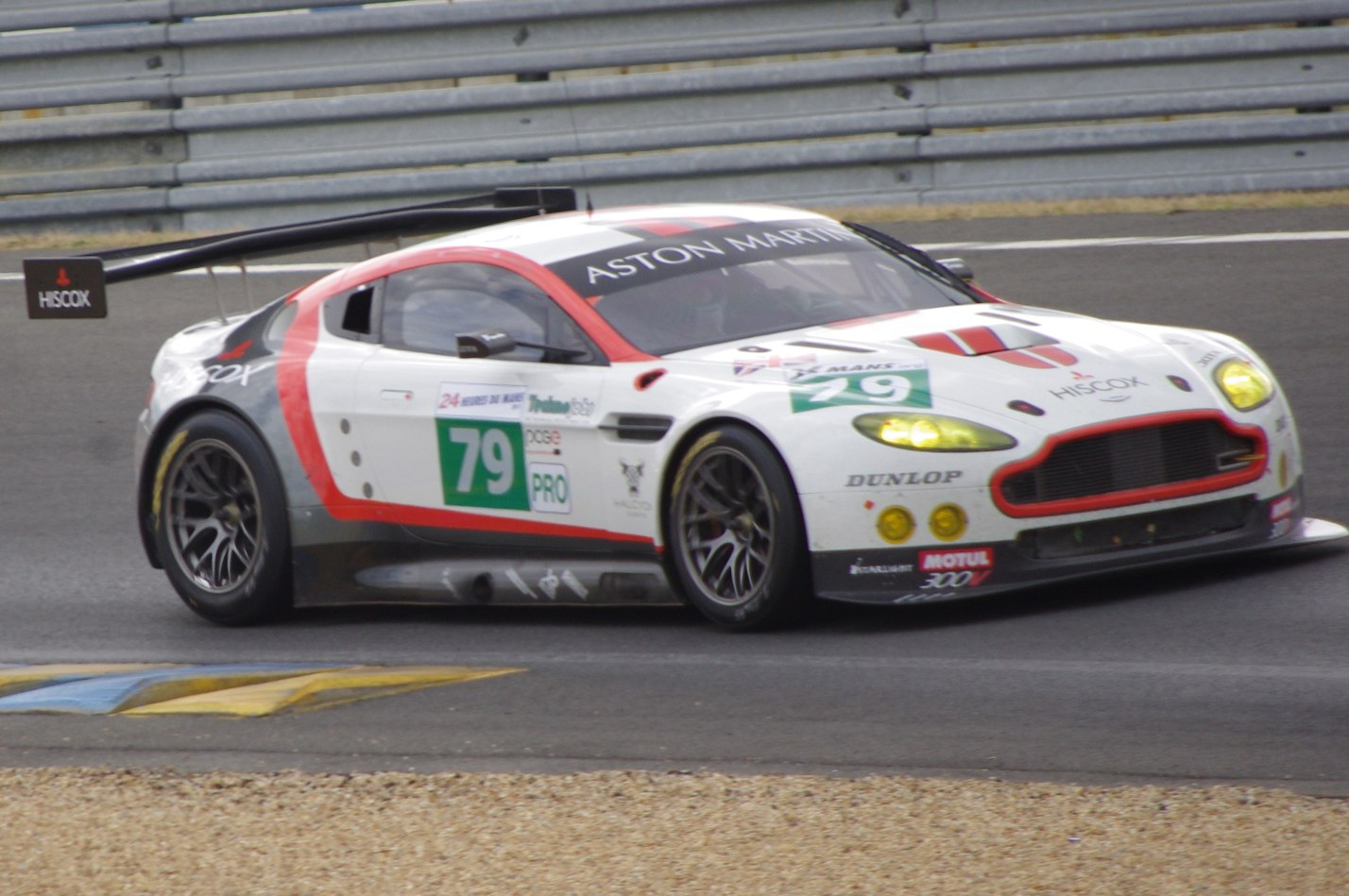
Aston Martin V8 Vantage de l'écurie Jota Sport aux 24 Heures du Mans.

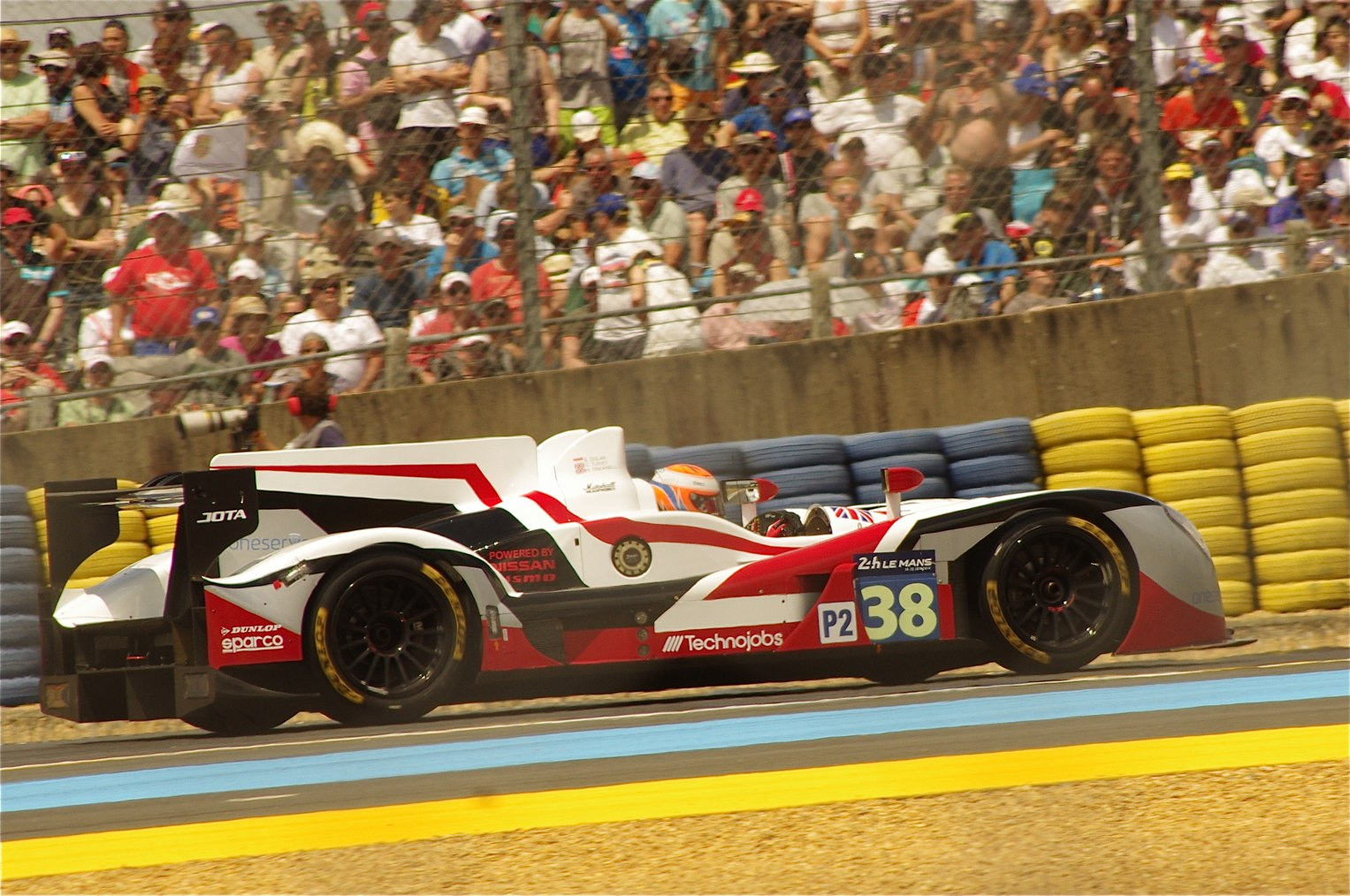
Zytek Z11SN de l'écurie Jota Sport aux 24 Heures du Mans.

| Année | Classe   | N° | Voiture                     | Moteur                        | Pneus | Tours | Pos. | Pos. Cat. |
| ----- | -------- | -- | --------------------------- | ----------------------------- | ----- | ----- | ---- | --------- |
| 2011  | GTE Pro  | 79 | Aston Martin V8 Vantage GT2 | Aston Martin 4,5 l V8         | D     | 74    | Abd. | Abd.      |
| 2012  | LMP2     | 38 | Zytek Z11SN                 | Nissan VK45DE 4,5 l V8 Atmo   | D     | 271   | Abd. | Abd.      |
| 2013  | LMP2     | 38 | Zytek Z11SN                 | Nissan VK45DE 4,5 l V8 Atmo   | D     | 319   | 13e  | 7e        |
| 2014  | LMP2     | 38 | Zytek Z11SN                 | Nissan VK45DE 4,5 l V8 Atmo   | D     | 356   | 5e   | 1re       |
| 2015  | LMP2     | 38 | Gibson 015S                 | Nissan VK45DE 4,5 l V8 Atmo   | D     | 358   | 10e  | 2e        |
| 2016  | LMP2     | 26 | Oreca 05                    | Nissan VK45DE 4,5 l V8 Atmo   | D     | 357   | 6e   | 2e        |
| 2016  | LMP2     | 38 | Gibson 015S                 | Nissan VK45DE 4,5 l V8 Atmo   | D     | 222   | Abd. | Abd.      |
| 2017  | LMP2     | 37 | Oreca 07                    | Gibson GK428 4,2 l V8 Atmo    | D     | 363   | 3e   | 2e        |
| 2017  | LMP2     | 38 | Oreca 07                    | Gibson GK428 4,2 l V8 Atmo    | D     | 366   | 2e   | 1re       |
| 2018  | LMP2     | 37 | Oreca 07                    | Gibson GK428 4,2 l V8 Atmo    | D     | 361   | 8e   | 4e        |
| 2018  | LMP2     | 38 | Oreca 07                    | Gibson GK428 4,2 l V8 Atmo    | D     | 356   | 10e  | 6e        |
| 2020  | LMP2     | 38 | Oreca 07                    | Gibson GK428 4,2 l V8 Atmo    | D     | 370   | 6e   | 2e        |
| 2021  | LMP2     | 28 | Oreca 07                    | Gibson GK428 4,2 l V8 Atmo    | D     | 363   | 7e   | 2e        |
| 2021  | LMP2     | 38 | Oreca 07                    | Gibson GK428 4,2 l V8 Atmo    | D     | 358   | 13e  | 8e        |
| 2022  | LMP2     | 28 | Oreca 07                    | Gibson GK428 4,2 l V8 Atmo    | G     | 368   | 7e   | 3e        |
| 2022  | LMP2     | 38 | Oreca 07                    | Gibson GK428 4,2 l V8 Atmo    | G     | 369   | 5e   | 1re       |
| 2023  | LMP2     | 28 | Oreca 07                    | Gibson GK428 4,2 l V8 Atmo    | G     | 316   | 24e  | 13e       |
| 2023  | Hypercar | 38 | Porsche 963                 | Porsche 9RD 4,6 L V8 Bi-Turbo | M     | 244   | 40e  | 13e       |

### Championnat du monde d'endurance FIA
| Année   | Classe | no | Voiture     | Moteur                      | Pneus | 1                | 2                 | 3               | 4               | 5                | 6                | 7                | 8                | 9                | Total points | Pos. |
| ------- | ------ | -- | ----------- | --------------------------- | ----- | ---------------- | ----------------- | --------------- | --------------- | ---------------- | ---------------- | ---------------- | ---------------- | ---------------- | ------------ | ---- |
| 2016    | LMP2   | 26 | Oreca 05    | Nissan VK45DE 4,5 l V8 Atmo | D     | SIL gén:7 cls:3  | SPA gén:11 cls:5  | LMS gén:6 cls:2 | NÜR Abd.        | MEX gén:13 cls:8 | CDA gén:10 cls:3 | FUJ gén:7 cls:1  | SHA gén:8 cls:1  | BHR gén:9 cls:1  | 164          | 3e   |
| 2016    | LMP2   | 38 | Gibson 015S | Nissan VK45DE 4,5 l V8 Atmo | D     |                  | SPA gén:12 cls:6  | LMS Abd.        |                 |                  |                  |                  |                  |                  |              |      |
| 2017    | LMP2   | 37 | Oreca 07    | Gibson GK428 4,2 l V8 Atmo  | D     | SIL gén:11 cls:8 | SPA gén:16 cls:10 | LMS gén:3 cls:2 | NÜR gén:9 cls:5 | MEX gén:10 cls:6 | CDA gén:9 cls:5  | FUJ Abd.         | SHA gén:12 cls:8 | BHR gén:12 cls:8 | 77           | 7e   |
| 2017    | LMP2   | 38 | Oreca 07    | Gibson GK428 4,2 l V8 Atmo  | D     | SIL gén:4 cls:1  | SPA gén:9 cls:3   | LMS gén:2 cls:1 | NÜR gén:5 cls:1 | MEX gén:13 cls:9 | CDA gén:8 cls:4  | FUJ gén:7 cls:3  | SHA gén:8 cls:4  | BHR gén:6 cls:2  | 175          | 2e   |
| 2018-19 | LMP2   | 37 | Oreca 07    | Gibson GK428 4,2 l V8 Atmo  | D     | SPA gén:9 cls:4  | LMS gén:8 cls:4   | SIL gén:5 cls:2 | FUJ gén:6 cls:1 | SHA gén:24 cls:4 | SEB gén:4 cls:1  | SPA gén:13 cls:6 | LMS Abd.         |                  | 138          | 3e   |
| 2018-19 | LMP2   | 38 | Oreca 07    | Gibson GK428 4,2 l V8 Atmo  | D     | SPA gén:7 cls:2  | LMS gén:10 cls:6  | SIL gén:4 cls:1 | FUJ gén:7 cls:2 | SHA gén:8 cls:1  | SEB gén:29 cls:6 | SPA gén:10 cls:3 | LMS gén:7 cls:2  |                  | 166          | 2e   |
| 2019-20 | LMP2   | 37 | Oreca 07    | Gibson GK428 4,2 l V8 Atmo  | G     | SIL gén:7 cls:4  | FUJ gén:7 cls:2   | SHA gén:7 cls:2 | BHR             | SÃO              | SEB              | SPA              | LMS              |                  | 49*          | 2e*  |
| 2019-20 | LMP2   | 38 | Oreca 07    | Gibson GK428 4,2 l V8 Atmo  | G     | SIL gén:7 cls:5  | FUJ DSQ           | SHA gén:7 cls:1 | BHR             | SÃO              | SEB              | SPA              | LMS              |                  | 35*          | 5e*  |

N.B. * : Saison en cours. 
Les courses en gras indiquent une pole position, les courses en italique indiquent le meilleur tour de course.

### European Le Mans Series
| Année | Classe     | no | Voiture                     | Moteur                      | Pneus | 1                | 2                | 3                | 4                 | 5                | 6               | Total | Pos. |
| ----- | ---------- | -- | --------------------------- | --------------------------- | ----- | ---------------- | ---------------- | ---------------- | ----------------- | ---------------- | --------------- | ----- | ---- |
| 2011  | LM GTE Pro | 79 | Aston Martin V8 Vantage GTE | Aston Martin 4,5 l V8       | D     | LEC NC.          | SPA gén:21 cls:5 | IMO gén:30 cls:6 | SIL gén:32 cls:11 | EST gén:13 cls:5 |                 | 24    | 7e   |
| 2012  | LMP2       | 38 | Zytek Z11SN                 | Nissan VK45DE 4,5 l V8 Atmo | D     | LEC gén:13 cls:9 | DON Abd.         |                  |                   |                  |                 | 2     | 10e  |
| 2013  | LMP2       | 38 | Zytek Z11SN                 | Nissan VK45DE 4,5 l V8 Atmo | D     | SIL gén:1 cls:1  | IMO Abd.         | RBR gén:4 cls:4  | HUN gén:3 cls:3   | LEC gén:3 cls:3  |                 | 71    | 3e   |
| 2014  | LMP2       | 38 | Zytek Z11SN                 | Nissan VK45DE 4,5 l V8 Atmo | D     | SIL Abd.         | IMO gén:1 cls:1  | RBR gén:2 cls:2  | LEC gén:4 cls:4   | EST gén:3 cls:3  |                 | 74    | 2e   |
| 2015  | LMP2       | 38 | Gibson 015S                 | Nissan VK45DE 4,5 l V8 Atmo | D     | SIL gén:2 cls:2  | IMO gén:3 cls:3  | RBR gén:1 cls:1  | LEC gén:3 cls:3   | EST gén:4 cls:4  |                 | 89    | 3e   |
| 2016  | LMP2       | 38 | Gibson 015S                 | Nissan VK45DE 4,5 l V8 Atmo | D     | SIL gén:1 cls:1  | IMO gén:2 cls:2  | RBR gén:3 cls:3  | LEC gén:5 cls:5   | SPA gén:5 cls:5  | EST gén:1 cls:1 | 103   | 1re  |

## Pilotes
- Gabriel Aubry (2018-2020)
- Filipe Albuquerque (2014-2015)
- Alex Brundle (2017)
- Chris Buncombe (2011)
- António Félix da Costa (2019-2020)
- Anthony Davidson (2019-2020)
- Tristan Gommendy (2017)
- Roberto González (2019-2020)
- David Cheng (2017)
- Jake Dennis (2016)
- Simon Dolan (2011-2016)
- Mitch Evans (2015)
- Giedo van der Garde (2016)
- Sam Hancock (2011-2012)
- Ben Hanley (2016)
- David Heinemeier Hansson (2019)
- Jazeman Jaafar (2018)
- Oliver Jarvis (2017)
- Nabil Jeffri (2018)
- Haruki Kurosawa (2012)
- Jordan King (2019)
- Thomas Laurent (2017)
- Lucas Luhr (2013)
- Alex Lynn (2016)
- Nico Müller (2016)
- René Rast (2016)
- Stéphane Richelmi (2018-2019)
- James Rossiter (2016)
- Léo Roussel (2016)
- Roman Rusinov (2016)
- Will Stevens (2016, 2019-2020)
- Weiron Tan (2018)
- Ricky Taylor (2019)
- Harry Tincknell (2014-2016)
- Ho-Pin Tung (2017-2020)
- Oliver Turvey (2013-2015)